# Fulgencio Argüelles
Fulgencio Argüelles (Aller, Asturias, 6 de enero de 1955) es un escritor y psicólogo español.

## Biografía
Nacido en la aldea allerana de Orillés (en asturiano y oficialmente, Uriés), estudió Psicología en las universidades de Comillas y Complutense de Madrid, especializándose en psicología del trabajo y de las organizaciones. Después de una larga estancia en Tres Cantos, Madrid, en 1997 regresó a Asturias para residir en Cenera (Mieres), el lugar donde había pasado su infancia y su juventud.
Antes de la publicación de su primera novela recibió varios premios por sus relatos cortos, tanto en castellano (Aller, Guardo o Internacional de Meres) como en asturiano (Carreño, Lena o Bilordios de Pinón).  En 2017 gana el XXI Certamen de Relatos de la Fundación GACETA.
Ha publicado las novelas Letanías de lluvia, Premio Azorín de 1992; Los clamores de la tierra; Recuerdos de algún vivir, Premio Principado de Asturias 2000 concedido por la Fundación Dolores Medio, y El Palacio azul de los ingenieros belgas, Premio Café Gijón 2003. También ha publicado los libros de relatos Del color de la nada y Seronda, este último en asturiano y en colaboración con el pintor asturiano J. Enrique Maojo.

## Obras

### Novelas
- Letanías de lluvia (Alfaguara, 1993). Novela premiada con el premio Azorín de Novela 1992.
- Los clamores de la tierra (Alfaguara 1996). Se trata de la crónica histórica y literaria de los primeros años del reinado de Ramiro I (843-850).
- Recuerdos de algún vivir (Nobel 2000), Premio de Novela Principado de Asturias 2000.
- El palacio azul de los ingenieros belgas (Acantilado 2003), Premio Café Gijón de Novela 2003, y con el Premio de la Crítica que concede la Asociación de Escritores de Asturias (AEA)a la mejor novela publicada en 2003.
- A la sombra de los abedules (TREA 2011)
- No encuentro mi cara en el espejo (Acantilado, 2014)
- El otoño de la casa de los sauces (Acantilado, 2018)
- Noches de luna rota (Acantilado, 2022)

### Libros de relatos
- Del color de la nada
- Seronda (Academia de la Llingua Asturiana 2004): relatos en lengua asturiana, ilustrados por Jorge Enrique Maojo.
- Cuentos de fútbol (Alfaguara 1995): obra colectiva en la que participan veinticuatro autores, entre otros Atxaga, Benedetti, Bryce Echenique, Delibes, Fernán Gómez, Llamazares, Javier Marías, Manuel Rivas, Roa Bastos, J.L. Sampedro o Manuel Vicent. El relato de Fulgencio Argüelles es el primero del volumen y lleva el título de Cuando los balones se volvieron invisibles.

Escribe habitualmente artículos de opinión, así como críticas literarias en el diario El Comercio, donde mantiene una sección fija denominada "Libros de siempre jamás". Por estos artículos le fue concedido el Premio de la Crítica que concede la Asociación de Escritores de Asturias (AEA) al columnismo literario en 2012. feguera de la nada

### Teatro
- Como una plaga de langostas (2012) Adaptación de la obra Fuenteovejuna de Lope de Vega.
- La última cena(2013)

### Otros
- Mis libros de siempre jamás (Saltadera 2018) Comentarios sobre ciento veinte obras de la literatura universal.